# Cúmulo Árbol Navideño
El Cúmulo Árbol Navideño, es un cúmulo abierto en la constelación de Monoceros. Fue llamado así porque se parece a un árbol en luz visible.
Forma parte de la nebulosa de emisión NGC 2264, que es el número de designación para el Nuevo Catálogo General que identifica a dos objetos astronómicos como un solo objeto: la nebulosa del Cono, y el Cúmulo Árbol Navideño. Otros dos objetos entran en esta designación, pero no están oficialmente incluidos: el cúmulo del Copo de Nieve, y la nebulosa Piel de Zorro (Sh2-273). Todos estos objetos se localizan en la constelación de Monoceros, aproximadamente a 720 pársecs (2300 años luz) de la Tierra. Por su relativa proximidad y su gran tamaño, está muy bien estudiada. En diciembre de 2023, la NASA publicó imágenes relacionadas con las fiestas navideñas tomadas por el telescopio espacial James Webb, incluido el cúmulo de galaxias del Árbol Navideño y otros.
El Cúmulo del Árbol de Navidad contiene cerca de 40 estrellas. En la base de la agrupación esta su miembro más brillante, 15 Monocerotis (S Mon) de tipo espectral O7 gigante, cerca de 8.500 veces más luminosa que el Sol, que varía entre las magnitudes 4,2 y 4,6.

## Estructura

NGC 2264 capturada por el Observatorio Europeo Austral. La nebulosa del Cono se encuentra en la parte inferior, con el cúmulo Árbol Navideño invertido encima del Cono; la estrella brillante justo encima del Cono es la copa del árbol, y la estrella más brillante en la parte superior de la imagen (S Monocerotis) es el centro del tronco del árbol. La nebulosa Piel de Zorro está en la esquina superior derecha. La nebulosa del Copo de Nieve está en el medio y se ve mejor en la imagen infrarroja.

NGC 2264 es el lugar donde se formaron la nebulosa del Cono, el cúmulo estelar del Copo de Nieve y el cúmulo del Árbol de Navidad en esta nebulosa de emisión. Como referencia, el cúmulo estelar de Copos de Nieve se encuentra a 2700 años luz de distancia, en la constelación de Monoceros.
El cúmulo del Copo de Nieve debe su nombre a su inconfundible forma de molinillo y su variedad de colores brillantes. La formación estelar del cúmulo Árbol Navideño está formada por estrellas jóvenes oscurecidas por sus pesadas capas de nubes polvo. Estas nubes de polvo, junto con el hidrógeno y el helio, producen nuevas estrellas luminosas. La combinación de nubes densas y la variedad de colores crea un mapa de colores lleno de diferentes longitudes de onda. Como se aprecia en la fotografías tomadas por el telescopio espacial Spitzer, es posible diferenciar entre las estrellas rojas jóvenes, y las estrellas azules más viejas.